# Tipula emerita
Tipula emerita är en tvåvingeart som beskrevs av Alexander 1944. Tipula emerita ingår i släktet Tipula och familjen storharkrankar.
Artens utbredningsområde är Ecuador. Inga underarter finns listade i Catalogue of Life.